# 笠松町
笠松町（日语：／ Kasamatsu chō */?）為岐阜縣羽島郡的町，面积为10.36 km²。该町建立于1889年7月，截至2011年7月，该町有22,829人口。笠松町位于濃尾平原，常受水害之苦。